# 王珣
王珣（349年—400年6月24日），字元琳，小字法护，琅琊临沂（今山东臨沂）人。晋代官員、书法家。父亲是中領軍王洽，祖父是東晉丞相王导。因獲封東亭侯，故被時人稱為王東亭。

## 生平
王珣初為桓溫掾，與同僚謝玄皆被桓溫看重，後轉任主簿。當時桓溫正進行北伐，軍中機要事務都交由王珣處理，於是朝中文武萬人皆認識他。太和四年（369年），豫州刺史袁真不甘心被桓溫指責，被逼承擔第三次北伐失敗的責任，又因朝廷不處理其投訴，於是叛歸前燕。當時王珣亦參與討伐，終於太和六年（371年）平定，王珣因功封東亭侯。其後轉任大司馬參軍、琅邪王友。寧康元年（373年）桓溫死後，王珣遷中軍將軍桓沖的長史、給事黃門侍郎。
當時，王珣娶了謝萬的女兒，其弟王珉亦娶了謝安的女兒。雖然與謝氏結成姻親，卻互相猜嫌，後謝安更讓二人離婚，王謝兩家於是成了仇敵。當時謝安當國，在其意願下王珣被任命為豫章太守，王珣不欲外出遠地，於是不上任。後又被任命為散騎常侍，王珣又不拜，終遷任祕書監。太元十年（385年），謝安去世，王珣遷侍中，很受晉孝武帝倚重。後轉任輔國將軍、吳國內史，亦得當地士庶之心。太元十五年（390年）九月，王珣被徵召為尚書右僕射，領吏部。次年九月轉尚書左僕射，加征虜將軍，領太子詹事。
因著晉孝武帝雅好典籍，王珣與殷仲堪、徐邈、王恭及郗恢等人就以才學和文章而深受孝武帝親待。然而，與王珣等人不和的王國寶此時卻依附和討好輔政的會稽王司馬道子，孝武帝擔心自己一旦去世，他們之間的仇隙必生事端，於是以王恭和郗恢分別出任兗州刺史及雍州刺史，作為外援，而留王珣在朝任宰輔重臣。太元二十一年（396年），孝武帝被寵妃張貴人所殺，禮儀中的哀冊和諡號議定都由王珣所草擬。

### 王恭舉兵
孝武帝死後當年，王恭入赴山陵，不滿王國寶亂政，於是有意起兵殺死王國寶。但當時王珣阻止，稱王國寶罪惡未彰，現在起事兵大失人心，認為應該等待王國寶罪惡之事傳遍天下，人心皆惡時才順應人心誅殺他，這就無往不利。當時王恭亦顧慮作為王國寶黨羽的豫州刺史庾楷，於是打消念頭。隆安元年（397年），王珣任尚書令。王恭在當年就因獲荊州刺史殷仲堪支持，上表陳列王國寶罪狀，起兵討伐他。當時王珣雖任尚書令，但因孝武帝突然被殺，未及寫遺詔以王珣為顧命大臣，故王珣已失勢，只是因偱行事，不發一言。當時司馬道子問王珣是否知道王恭和殷仲堪起兵，王珣亦稱他未有參與朝政，故不會知道二人舉兵之事。而當時王國寶知道王恭討伐自己，驚惶失措，王緒於是勸王國寶假稱司馬道子詔誅殺王珣及車胤，以誅除時望，並以司馬道子之名起兵抵抗王恭及殷仲堪。但當王珣和車胤前來後，王國寶卻不敢殺害二人，並向他們問計，王珣則勸他自動解除他軍政的權力，從而令王恭休兵。車胤亦陳說利害，分析一旦王國寶反抗王恭而逼王恭退守京口，若王國寶未能快速擊敗王恭而殷仲堪卻已東下建康，就將受兩軍夾擊。王國寶聽後仍很畏懼，於是上疏解職並致闕待罪。然而，王國寶及後反悔，假稱獲詔官復原職。而當時司馬道子亦想息事寧人，將所有罪責都推向王國寶，於是收捕王國寶並賜死他，更以自己有罪過向王恭道歉。王恭及後就罷軍還鎮京口。
隆安二年（398年），司馬道子畏懼王恭和殷仲堪等，於是聽信譙王司馬尚之樹立外援之言，以王愉為江州刺史，並分豫州四郡由他都督。當時豫州刺史庾楷抗議但失敗，於是怒而勸王恭討伐司馬尚之兄弟。王恭聽後也想起兵，在得到殷仲堪及廣州刺史桓玄的支持並被二人推為盟主後就正式起兵。司馬道子在其世子司馬元顯建議之下決心討伐王恭，於是命王珣為前將軍、都督琅邪水陸軍事、假節。面對桓玄大敗司馬尚之軍，王珣守建康北郊以防備桓玄。同年王恭起事被平定。王珣於是上還符節，並獲加授散騎常侍。
隆安三年四月乙未日（399年5月30日），王珣獲加授衞將軍。
隆安四年（400年），王珣以疾病解職，同年五月丙寅日（6月24日）去世，享年五十二歲。朝廷追贈車騎將軍、開府，諡號為獻穆。桓玄輔政時改贈司徒。

## 性格特徵
- 王珣工書法，傳說他曾梦见一人，授以像椽子那样大的笔，此后書藝大進，称：“此当有大手笔事。”[5]傳世作品有《伯遠帖》，是問候親友疾病的信札。《宣和书谱》载：“珣三世以能书称，家范世学。珣之草圣亦有传焉。”
- 有載稱其身形矮小。[6]
- 史稱其「好聚财物」。[7]

## 逸事
- 王珣病重時，一次問王謐：「當世議論家父（王洽）會以他比擬誰？」王謐答：「比擬王坦之。」王珣於是轉身面向牆壁，說：「人真的不能短命呀。」[8]
- 王珣因與其妻謝氏離婚而與謝安交惡，至謝安死後，便出京向王獻之說：「我想去哭弔謝公。」王獻之驚訝地說：「我就是希望你這樣做。」王珣於是去了謝安的喪禮。到後，督帥刁約阻止王珣：「大人活著時，不會見你這個客人。」但王珣不理他，直接走進去哭弔，並且哭得十分傷心。[9]
- 王珣與郗超都有奇才，受桓溫所眷顧提拔。當時王珣是主簿而郗超是記室參軍。郗超多鬚而王珣矮小，於是有言：「髯參軍，短主簿；能令公喜，能令公怒。」[10]
- 王珣曾與桓熙兄弟一同乘馬出遊郊野，同行的人都緊隨著桓熙兄弟，唯獨王珣獨個兒在數十步後跟著，眾人都不明白其動機。出游過後，桓熙等人都已經十分疲倦，回程時原先走在前的人都像從官，唯獨王珣精神抖擻的在前，時人都讚他的機智敏悟。[11]

## 評價
- 桓溫：「王掾（王珣）當作黑頭公。未易才也。」
- 《續晉陽秋》：「珣學涉通敏，文高當世。」
- 桓玄：「珣神情朗悟，經史明徹，風流之美，公私所寄。雖逼嫌謗，才用不盡。」

## 家庭

### 兄弟
- 王珉，王珣弟，與王獻之齊名，官至中書令。

### 子女
- 王弘，王珣子，東晉官至尚書僕射。南朝宋官至太保、領中書監。
- 王虞，王珣子，字休仲，南朝宋廷尉監。
- 王柳，王珣子，南朝宋光祿大夫。
- 王孺，王珣子，南朝宋侍中。其子王微。
- 王曇首，王珣子，南朝宋侍中、太子詹事。

### 孫兒
- 王錫，王弘子，南朝宋官至江夏內史。
- 王僧達，王弘幼子，娶劉義慶女，南朝宋中書令。因不禮待路太后親族路瓊之而對被其怨恨。後因高闍作亂之事被誣而遭賜死。
- 王猷，王柳子，南朝宋官至侍中、光祿大夫。
- 王遠，王孺子，南朝宋光祿勳。
- 王微，王孺子，王遠弟，南朝宋中書侍郎。
- 王僧謙，王孺子，王微弟，南朝宋太子舍人。
- 王僧綽，王曇首子，南朝宋歷任侍中、吏部尚書，被劉劭所殺。
- 王僧虔，王僧綽弟，通音律，知天文星相，南朝宋官至尚書令，南齊時官至侍中、左光祿大夫、開府儀同三司。

## 延伸阅读
[在维基数据编辑]
 《晉書·卷065》，出自房玄齡《晉書》
 《元史/卷149》，出自宋濂《元史》
 《新元史/卷134》，出自柯劭忞《新元史》